# Ardisia albomaculata
Ardisia albomaculata är en viveväxtart som beskrevs av Pitard. Ardisia albomaculata ingår i släktet Ardisia och familjen viveväxter. Inga underarter finns listade i Catalogue of Life.